# Edvin Wilson
Edvin Wilson (Tranemo, Västra Götaland, 25 d'abril de 1989) és un ciclista suec, professional des del 2012.

## Palmarès
- 2006
  -  Campió de Suècia júnior en contrarellotge
  -  Campió de Suècia júnior en contrarellotge per equips
- 2014
  - 1r a l'Arno Wallaard Memorial